# Syrofenicjanka
Syrofenicjanka, także kobieta kananejska − postać biblijna z Nowego Testamentu.
Pojawia się w Ewangelii Marka i w miejscu paralelnym w Ewangelii Mateusza. Określenie "Syrofenicjanka" użyte przez ewangelistę Marka wskazuje na pochodzenie z rejonu Fenicji, która w czasach Chrystusa była częścią rzymskiej prowincji Syrii. Gdy Jezus opuścił Galileę i wyruszył na północ w okolice Tyru i Sydonu, kobieta ta miała prosić go o wypędzenie złego ducha ze swej córki.